# Help Viewer
Help Viewer — переглядач файлів допомоги та іншої докуменатції в операційній системі Mac OS X, що базується на WebKit. Розташований в /System/Library/CoreServices/Help Viewer.app. За замовченням відкриває файли з розширенням .help. Індексні файли генеруються за допомогою Help Indexer'а.